# Municipio de Wamduska
El municipio de Wamduska (en inglés: Wamduska Township) es un municipio ubicado en el condado de Nelson en el estado estadounidense de Dakota del Norte. En el año 2010 tenía una población de 34 habitantes y una densidad poblacional de 0,37 personas por km².

## Geografía
El municipio de Wamduska se encuentra ubicado en las coordenadas 47°53′27″N 98°19′55″O / 47.89083, -98.33194. Según la Oficina del Censo de los Estados Unidos, el municipio tiene una superficie total de 92.84 km², de la cual 80,51 km² corresponden a tierra firme y (13,27 %) 12,32 km² es agua.

## Demografía
Según el censo de 2010, había 34 personas residiendo en el municipio de Wamduska. La densidad de población era de 0,37 hab./km². De los 34 habitantes, el municipio de Wamduska estaba compuesto por el 100 % blancos. Del total de la población el 8,82 % eran hispanos o latinos de cualquier raza.